# Trichosetodes atisukha
Trichosetodes atisukha är en nattsländeart som beskrevs av Schmid 1987. Trichosetodes atisukha ingår i släktet Trichosetodes och familjen långhornssländor. Inga underarter finns listade i Catalogue of Life.